# Ciudadano Benemérito de la Libertad y Justicia Social João Mangabeira
El título de Ciudadano Benemérito de la Libertad y de la Justicia Social João Mangabeira consiste en la más alta condecoración concedida por la asamblea legislativa del Estado de Bahía. Su nombre rinde homenaje a João Mangabeira, jurista y parlamentario bahiano que se destacó en la defensa del estado democrático de derecho.

## Historia
El título fue creado a partir de la resolución 1.222, de 1993, siendo el más antiguo premio otorgado por aquella Cámara. La distinción tiene como objeto reconocer a los brasileños dedicados a las causas nobles, humanas y sociales que tengan resultado en el desarrollo político y socio-económico de Brasil, mejorando significativamente la vida de las personas.
El primer agraciado con este galardón fue el político comunista bahiano, Fernando Sant'Anna, en 2005, cuando se conmemoró sus 90 años de vida.
El abogado y profesor universitario Taurino Araújo, condecorado a los 44 años de edad, en 2013, es el más joven entre los distinguidos como Ciudadanos Beneméritos.

## Agraciados
A lo largo de su existencia, merecieron la distinción los siguientes brasileños notables:
- Carlos Alberto Dultra Cintra, expresidente del Tribunal de Justicia del Estado de Bahia
- Fernando dos Reis Sant'Anna, exdiputado federal constituyente.
- Francisco Waldir Pires de Souza, exgobernador y exministro.
- Haroldo Borges Rodrigues Lima, exdiputado federal constituyente, expresidente de la  Agencia Nacional del Petróleo.
- João Carlos de Castro Cavalcanti, geólogo y empresario, responsable por el descubrimiento del yacimiento de mineral de hierro de Caetité.
- Jorge Amado escritor brasileño (post mortem).
- Taurino Araújo Neto, abogado, articulista y profesor.